# Jardin botanique de Taipei
Le jardin botanique de Taipei (chinois traditionnel : 臺北植物園 ; pinyin : Táiběi Zhíwùyuán) est jardin botanique situé à Taipei, Taïwan.

## Situation
Le jardin est situé à l'académie Nanhai (en) dans le district de Zhongzheng

## Composition
D'une superficie de 15 hectares, il comporte plus de 1500 espèces de plantes. 
Il contient aussi un herbarium et le Musée du logement des envoyés impériaux.

## Histoire
Le jardin un site archéologique important puisqu'il abrite l'un des premiers sites d'habitation humaine du bassin de Taïwan.
Le jardin botanique de Taipei a d'abord été construit comme une pépinière  en 1896 pendant la période coloniale japonaise. Il a ensuite été agrandi et rebaptisé Jardin botanique de Taipei en 1921 et est devenu le premier jardin botanique de Taïwan.

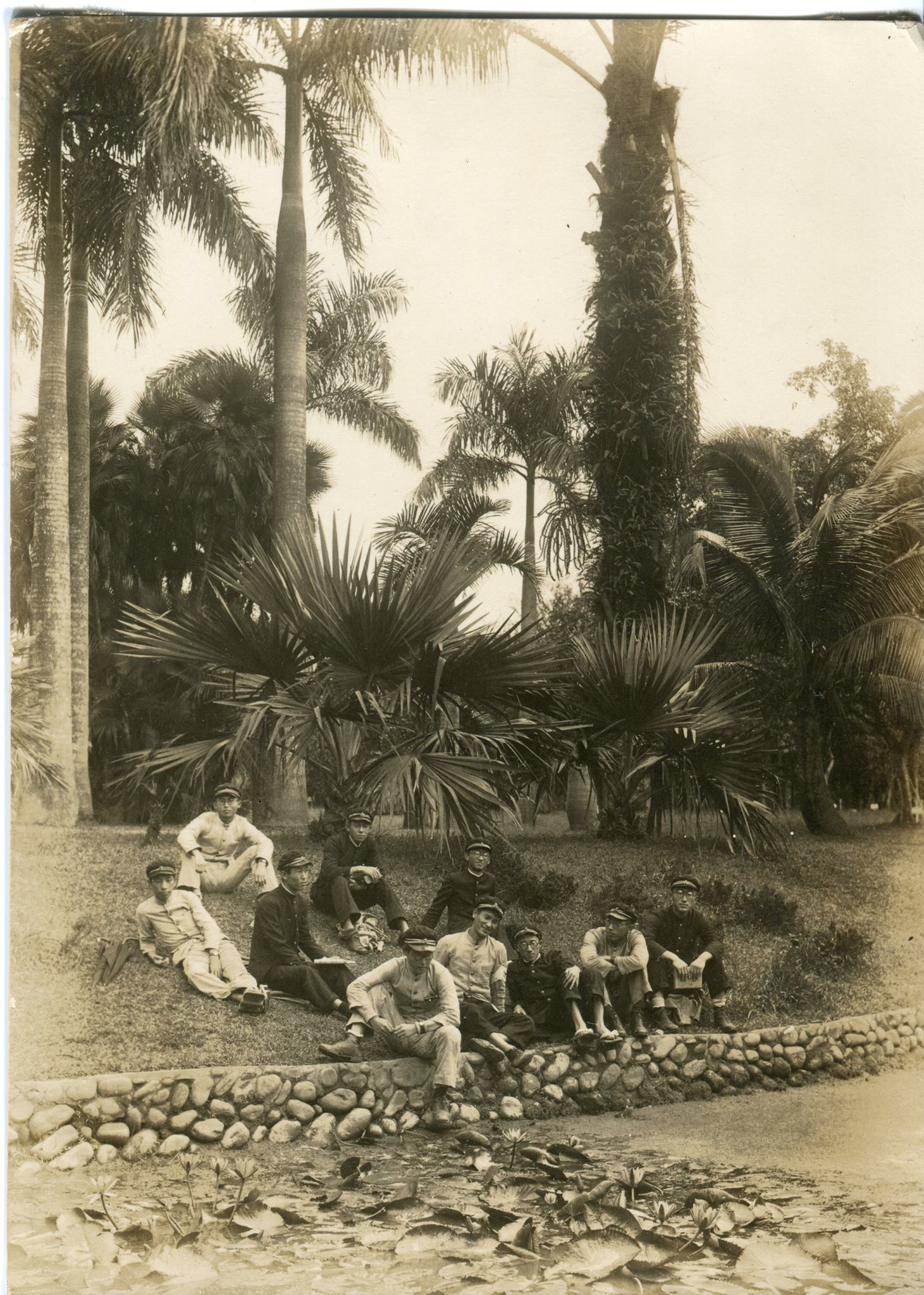
Le jardin en 1941